# 张龙宝
张龙宝，中华人民共和国政治人物、外交官。
1992年，接替申连瑞，担任中华人民共和国驻喀麦隆大使。1995年，由祝有容接任。